# خوليو فرانكو
خوليو فرانكو هو لاعب كرة قاعدة دومينيكاني، ولد في 23 أغسطس 1958 في مقاطعة هاتو مايور في جمهورية الدومينيكان.

## وصلات خارجية
- خوليو فرانكو على موقع دوري كرة القاعدة الرئيسي (الإنجليزية)
- خوليو فرانكو على موقع الدوري الياباني لكرة القاعدة (الإنجليزية)
- خوليو فرانكو على موقع دوري كوريا الجنوبية لكرة القاعدة (الإنجليزية)
- خوليو فرانكو على موقعبيزبول رفرنس.كوم (الدوري الرئيسي) (الإنجليزية)
- خوليو فرانكو على موقعبيزبول رفرنس.كوم (الدوري الثانوي) (الإنجليزية)
- خوليو فرانكو على موقع إي إس بي إن.كوم (أم.أل.بي) (الإنجليزية)
- خوليو فرانكو على موقع مشجعي الرسوم البيانية (الإنجليزية)